# 探馬赤軍
探馬赤軍是蒙古帝国軍隊一種編製，又名簽軍，上馬則備戰，下馬則屯聚牧養，精於火器，攻城力強。

## 沿革
學界對於探馬赤軍的解釋有許多說法。楊志玖認為探馬赤軍是從各千人隊、百人隊抽選出來，來自各部落的菁英組成的部隊，戰時為先鋒，後為鎮戍各地的鎮戍軍。那珂通世認為探馬是鎮戍之意，探馬赤是鎮戍官，探馬赤軍就是鎮戍之兵。護雅夫認為探馬赤是投下領主的私屬部隊。萩原純平認為探馬赤的語源有收集與烙印的意思，探馬赤軍即是被收集後烙印的底層隸屬民組成的軍隊。
拉施德丁認為探馬軍是由十人、百人、千人抽籤，長期派駐某地（山东，河南）。他們是要入社的，但一直推搪，直到至元二十九年（1292年）才正式入社。他們的任務是征戰與鎮守，生產是後來的事。東鄉族與保安族是當初駐紮當地探馬赤軍後裔。還有一說認為探馬赤軍是由關外邊疆各民族（包括色目人和西番人）所組成的部隊。另外還有回回軍的說法，然而探馬赤軍是在成吉思汗十五年（1217年）木華黎討伐金朝時建立，由弘吉剌、兀魯兀、忙兀、札剌亦兒及亦乞烈思五部組成，這年蒙古軍尚未西征花剌子模，因此不可能是由回回人組成。

## 补充书目
- 元代回族史稿
- 《蒙古秘史》，余大鈞譯，河北人民出版社，2001年5月出版